# Sirnagalih (Bayongbong)
Sirnagalih is een bestuurslaag in het regentschap Garut van de provincie West-Java, Indonesië. Sirnagalih telt 6928 inwoners (volkstelling 2010).